# Innovative Communication
Innovative Communication (w skrócie IC, oznaczającym na początku również Independent Composers) – niemiecka wytwórnia płytowa założona przez Klausa Schulzego i Michaela Haentjesa w 1978 roku. Zakończyła działalność w 2002 roku.

## Historia

### Lata 70. i 80.

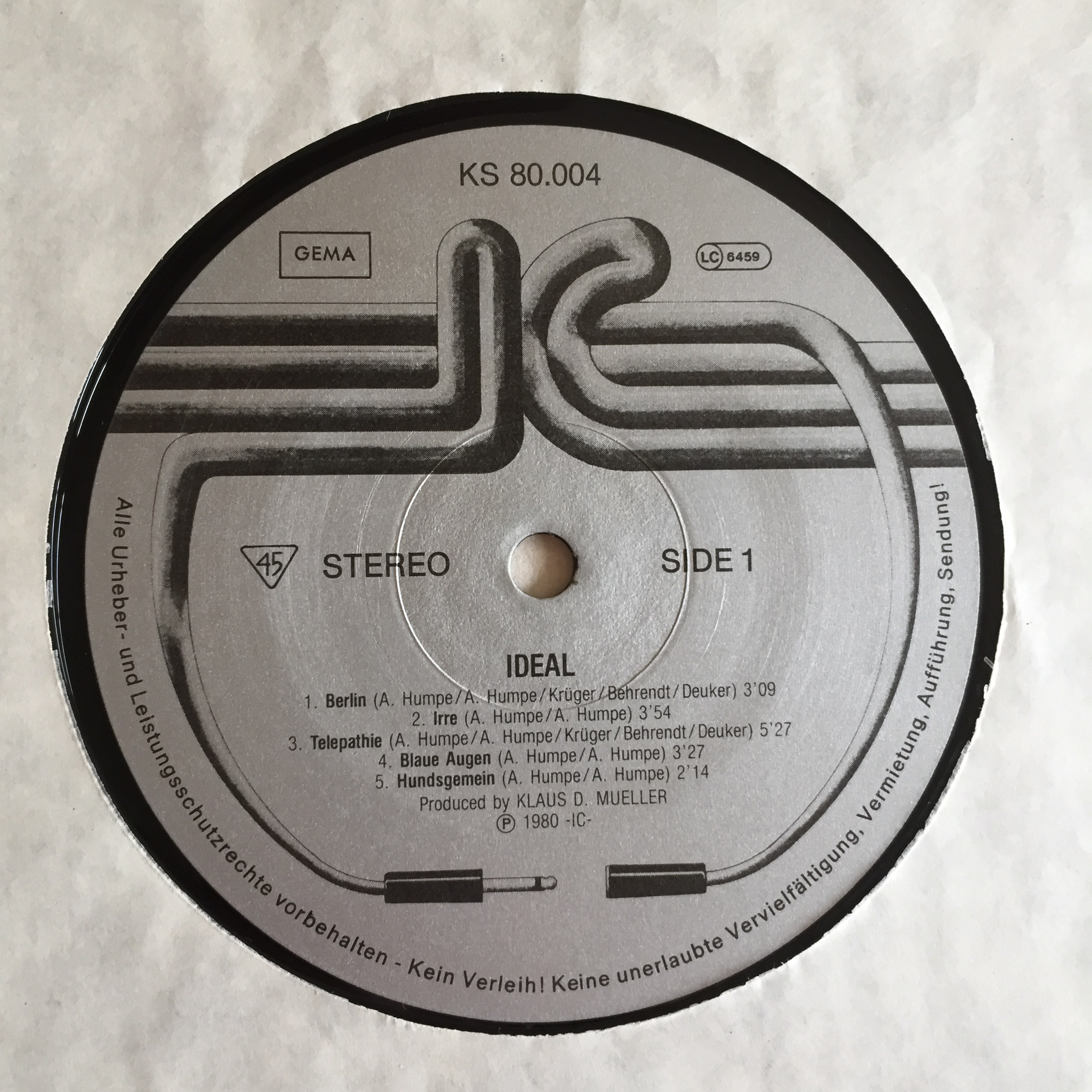
Debiutancka płyta zespołu Ideal

Wytwórnia Innovative Communication została założona (pod nazwą Independent Composers) w 1978 roku w Winsen przez Klausa Schulzego i Michaela Haentjesa. Działalność (już jako Innovative Communication) rozpoczęła w 1979 roku specjalizując się w muzyce elektronicznej, a później w muzyce New Age i ambient. Logo IC zostało opracowane przez Michaela Weissera. Światowy rozgłos IC osiągnęła lansując berliński zespół Ideal. dzięki czemu stała się prekursorem Neue Deutsche Welle. Nowością było wydanie płyt tego zespołu z prędkością odtwarzania 45 obrotów/sek w celu uzyskania lepszej jakości dźwięku. Później Klaus Schulze przekazał wytwórnię swojemu australijskiemu menadżerowi i dyrektorowi kreatywnemu IC, Markowi Sakautzky’emu. Oficjalne przejęcie IC/Innovative Communication nastapilo w 1986 roku, ale siedziba wytwórni pozostała w Winsen. Produkcja płyt gramofonowych i kaset oraz późniejszych nagrań CD została przejęta przez da-music, firmę należącą do Pallas Group z siedzibą w Diepholz.

### Lata 90.
W 1990 roku została założona wytwórnia IC/DigItMusic GmbH z siedzibą w Hamburgu, z dyrektorem zarządzającym Sakautzkym i dyrektorem kreatywnym Weisserem.
W lipcu 1994 roku we współpracy z NASA wydana została płyta CD Lunar Landing, będąca wyrazem hołdu dla astronautów Neila Armstronga, Edwina Aldrina i Michaela Collinsa, zawierająca 11 utworów muzyki kosmicznej i 12 oryginalnych dźwięków z lądowania na Księżycu. NASA wsparła ten pomysł, dostarczając do limitowanej edycji oryginalne odznaki Apollo 11. W tym samym roku wytwórnia dostała nagrodę za kreatywność w branży muzycznej od Pallas Group. Również w tym samym roku Sakautzky sprzedał swoje udziały w Pallas Group, a działalność operacyjną przejął Weisser.
W 1998 roku w ramach szeroko zakrojonej kampanii PR, IC/Digit Music wydała dla sprzedawców detalicznych, mediów i licznych kolekcjonerów 54-stronicowy, kolorowy katalog „MusIC for the Eyes of your Mind”.
W 2002 roku Weisser sprzedał swoje udziały w IC firmie da-music/Pallas.

## Artyści
Lista według źródła: 

- Art Forland
- Baffo Banfi
- Bernd Kistenmacher
- Blue Knights
- Burkard Schmidl(inne języki)
- Carol Albert
- Dancing Fantasy
- Double Fantasy
- Frank Fischer
- Freeze Frame
- George Bishop
- Hiroki Okano
- Ideal(inne języki)
- Interface
- Jean-Marie Brice
- Klaus Krüger
- Klaus Schulze
- Kosei Yamamoto
- Lisa Franco
- Megabyte
- Mind Over Matter
- Patrick Kosmos
- Peter Seiler
- Quiet Force
- Rainer Bloss
- Software (Peter Mergener & Michael Weisser)
- Symbian
- Tamas Laboratorium
- Venja